# Comuna Verhivți, Sambir
Verhivți (în ucraineană Верхівці) este o comună în raionul Sambir, regiunea Liov, Ucraina, formată din satele Rohizno și Verhivți (reședința).

## Demografie
Componența lingvistică a comunei Verhivți
     Ucraineană (99,76%)
     Alte limbi (0,18%)
Conform recensământului din 2001, majoritatea populației comunei Verhivți era vorbitoare de ucraineană (99,76%), existând în minoritate și vorbitori de alte limbi.